# Bohuslän
Bohuslän(Bahusi) là một trong những tỉnh truyền thống của Thụy Điển (landskap), Tỉnh này nằm trên bờ biển phía tây của đất nước. Dalsland giáp và Västergötland cũng như nhánh Skagerrak của Biển Bắc và Østfold ở Na Uy.
Cũng giống như các tỉnh của Thuỵ Điển hiện nay không còn chức năng hành chính.
Trong nhiều thế kỷ, các hạt hành chính đối với Bohuslän là hạt Gothenburg và Bohus, và như tên của nó ngụ ý nó bao gồm toàn bộ Bohuslän tỉnh cùng với thành phố Gothenburg. Năm 1999, một số hạt của Thụy Điển đã được sáp nhập để giảm chi phí hành chính và Gothenburg cùng hạt Bohus County đã được sáp nhập vào hạt Vastra Gotaland.